# Puxinanã (kommun)
Puxinanã är en kommun i Brasilien.   Den ligger i delstaten Paraíba, i den östra delen av landet, 1 600 km nordost om huvudstaden Brasília. Antalet invånare är 12 929.
Följande samhällen finns i Puxinanã:
- Puxinanã

Runt Puxinanã är det i huvudsak tätbebyggt. Runt Puxinanã är det mycket tätbefolkat, med 1 754 invånare per kvadratkilometer.